# Carlo Emery
Carlo Emery (ur. 25 października 1848 w Neapolu, zm. 11 maja 1925 w Bolonii) – włoski entomolog i myrmekolog.
Początkowo Carlo Emery zajmował się medycyną ogólną, w 1872 roku zaczął specjalizować się w okulistyce. W 1878 roku został  profesorem zoologii na Uniwersytecie w Cagliari. W 1881 roku przeniósł się na Uniwersytet w Bolonii, gdzie jako profesor zoologii pozostał przez kolejne trzydzieści pięć lat, aż do swojej śmierci.
Do 1869 roku Emery specjalizował się w błonkoskrzydłych, choć jego najwcześniejsze prace poświęcone były rzędowi chrząszczy. Od 1869 r. aż do śmierci poświęcił się niemal wyłącznie badaniu mrówek.
Najliczniejsze jego publikacje przypadają na lata 1869 – 1926 kiedy to opisał 130 rodzajów i 1057 gatunków, głównie na łamach Wytsman's Genera Insectorum.
Zmarł w Bolonii w 1925 roku.